# Тундра Кольського півострова
Тундра Кольського півострова (WWF ID: PA1106) — екорегіон, що охоплює північно-східну половину Кольського півострова вздовж узбережжя Білого моря, окраїнного моря Північного Льодовитого океану. Вплив Білого моря створює більш м'який клімат, ніж можна було очікувати для регіону цієї широти.
Має площу 58 793 км².

## Місце та опис
Найпівнічніші сегменти цього екорегіону знаходяться на північному узбережжі Фенноскандії, що виходить до Баренцева моря.
Південніші регіони — північно-східний край Кольського півострова, звернений до Білого моря.

## Клімат
Регіон має вологий континентальний клімат — прохолодний літній підтип (класифікація Коппена Dfc).
Клімат характеризується високими коливаннями температури як щодня, так і сезонний; з довгою, холодною зимою і коротким, прохолодним літом.
Середня кількість опадів становить близько 512 мм/рік.
Середня температура в центрі екорегіону становить -12,2° C у січні та 12,7° C у липні.

## Флора і фауна
Холодний клімат обмежує кількість дерев. Флора — в першу чергу мохи, лишайники та чагарники. Серед чагарників — Betula nana та Rubus chamaemorus.
До великих ссавців району належать стада північних оленів, які навесні мігрують у тундру з бореальних лісів на півдні.

## Заповідники
Понад 7 % екорегіону знаходиться в офіційно охоронюваній зоні, включаючи все або частину:
- Природний заповідник Кандалакша
- Національний парк Варанґергалвейа